# Coloborhynchus
Coloborhynchus es un género de pterosaurios pterodactiloideos de la familia Ornithocheiridae del Cretácico Inferior en Europa (época del Valanginiense, hace 135 millones de años). Posee varias especies, algunas asignadas en un principio a otros géneros, todas basadas en cráneos o en restos parciales.

## Descripción

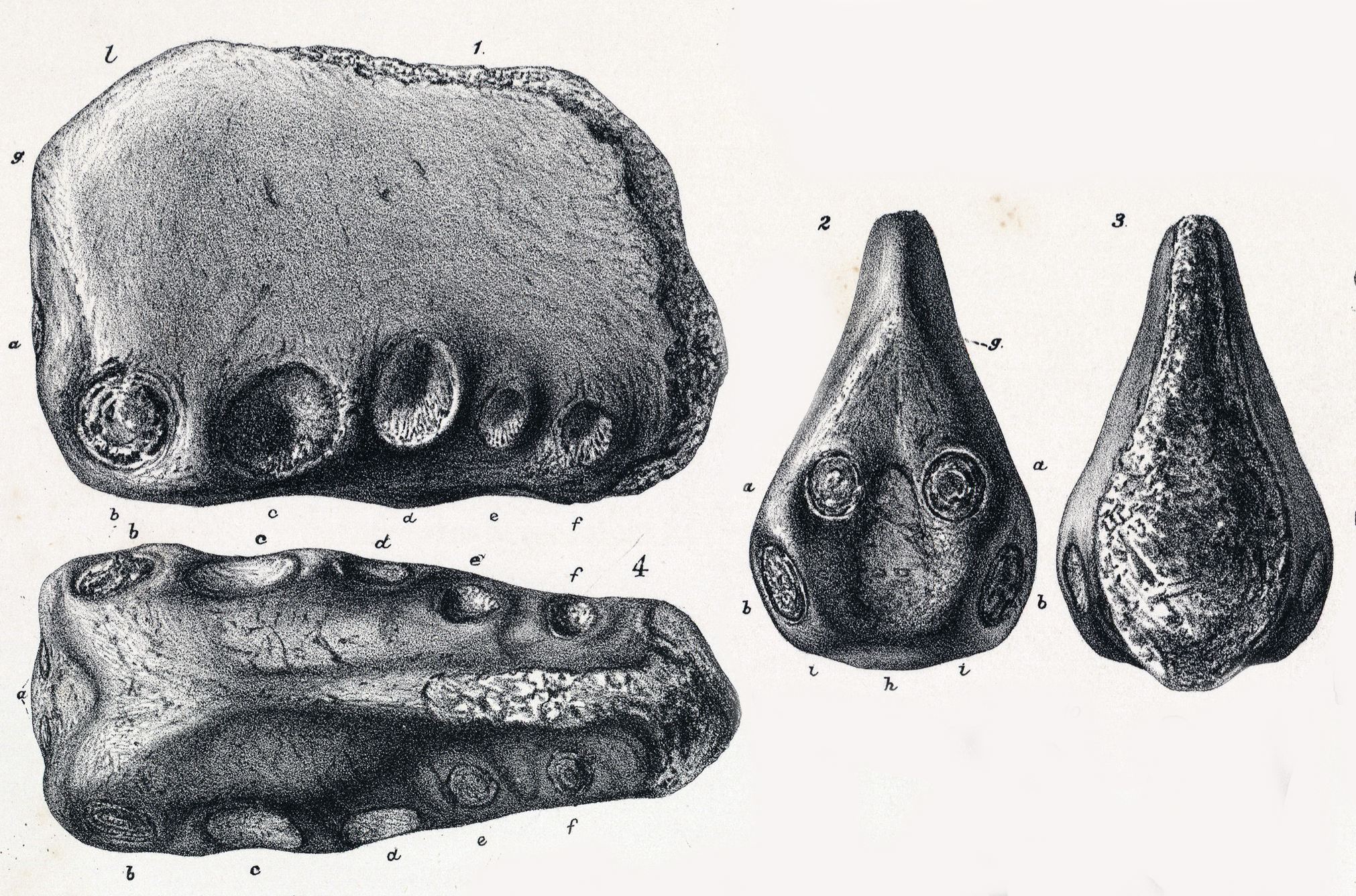
Fragmento de mandíbula holotipo de C. clavirostris en múltiples vistas

El espécimen tipo de Coloborhynchus es conocido sólo a partir de una mandíbula superior parcial. Por lo tanto, de acuerdo a la revaluación de Rodrigues y Kellner de 2008 sobre Coloborhynchus clavirostris, este solo puede ser diferenciado de sus parientes basándose en su combinación única de posiciones de los alvéolos dentales. En Coloborhynchus, los dos dientes frontales apuntan hacia adelante y son más altos sobre la mandíbula que los otros dientes, mientras que los siguientes tres pares de dientes apuntan a los lados. Los dos pares finales de dientes (preservados) apuntan hacia abajo. Finalmente, una única depresión oval estaba localizada bajo el primer par de dientes.
Como su pariente Anhanguera y Uktenadactylus, la punta del hocico se ensancha en una amplia roseta, en contraste con la estrecha parte posterior de la mandíbula. También igual que sus parientes, Coloborhynchus tenía una cresta en forma de quilla en el frente de sus mandíbulas, aunque esta era amplia y se adelgazaba desde la base a la cima, en vez de ser uniformente delgada como en sus familiares. Esta clase de cresta engrosada es también vista en Siroccopteryx moroccensis, el cual puede ser su pariente más cercano, si es que no era un miembro del mismo género. También tenía un margen frontal recto, en vez de ser curvado, a diferencia de otros de sus parientes, y comenzaba en la punta del hocico, más que de la parte posterior como en otras especies.
Un segundo espécimen que muestra todas estas características únicas fue reportado al paleontólogo brasileño Alexander Kellner por Darren Naish en 2007, y probablemente representa un segundo espécimen de C. clavirostris, aunque aún no ha sido descrito.
La posible especie Coloborhynchus capito representa el mayor ornitoqueírido conocido, y de hecho es el mayor pterosaurio dentado que se conozca. Un espécimen referido de Cambridge Greensand en Inglaterra descrito en 2011 consiste de una punta mandíbula superior muy grande que exhibe las características dentales que distinguen a C. capito de otras especies. La punta de la mandíbula mide cerca de 10 centímetros de alto y 5.6 centímetros de ancho, con dientes de más de 1.3 centímetros de diamétro en su base. Si las proporciones de este espécimen eran consistentes con las de las otras especies conocidas de Coloborhycnhus, la longitud total craneal pudo haber sido de más de 75 centímetros, lo que implica una envergadura estimada de 7 metros.

## Clasificación y especies
Como muchos pterosaurios ornitoqueiroides nombrados durante el siglo XIX, Coloborhynchus ha tenido una muy convulsionada historia de clasificación científica. A lo largo de los años numerosas especies han sido asignadas a este género, y frecuentemente, varias especies han sido movidas entre Coloborhynchus y géneros emparentados por varios investigadores.
En 1874 Richard Owen, rechazando la creación de Harry Govier Seeley del género Ornithocheirus, nombró las especies Coloborhynchus clavirostris basándose en el holotipo BMNH 1822, un hocico parcial de los lechos de Hastings del Grupo Wealden del Este de Sussex, Inglaterra. El nombre del género significa "pico mutilado", una referencia a la condición dañada del fósil; el nombre de la especie significa "hocico llave", refiriéndose a su forma en sección transversal. Owen también reclasificó a Ornithocheirus cuvieri y O. sedgwickii como especies dentro del género Coloborhycnhus, aunque él no designó a ninguna de estas tres como la especie tipo. Owen consideró como característica definitoria del género la alta localización de los pares frontales de dientes sobre el lado de la mandíbula superior. Sin embargo, en 1913 Reginald Walter Hooley concluyó que esta localización era un efecto de la erosión y el género era indistinguible de Criorhynchus simus, el segundo género y especie que Owen designó en 1874. Hooley también ignoró la reasignación de Owen de las dos anteriores especies de Ornithocheirus, dejándolas en ese género. En 1967, Kuhn estuvo de acuerdo con Hooley en que Coloborhynchus clavirostris era un sinónimo de Criorhynchus simus. Más aún, Kuhn fue el primero en designar formalmente a C. clavirostris como la especie tipo del género, más que ser una especie de Ornithocheirus. Muchos investigadores posteriores siguieron estas opiniones, considerando a Coloborhynchus como un pariente sin validez de Criorhynchus.

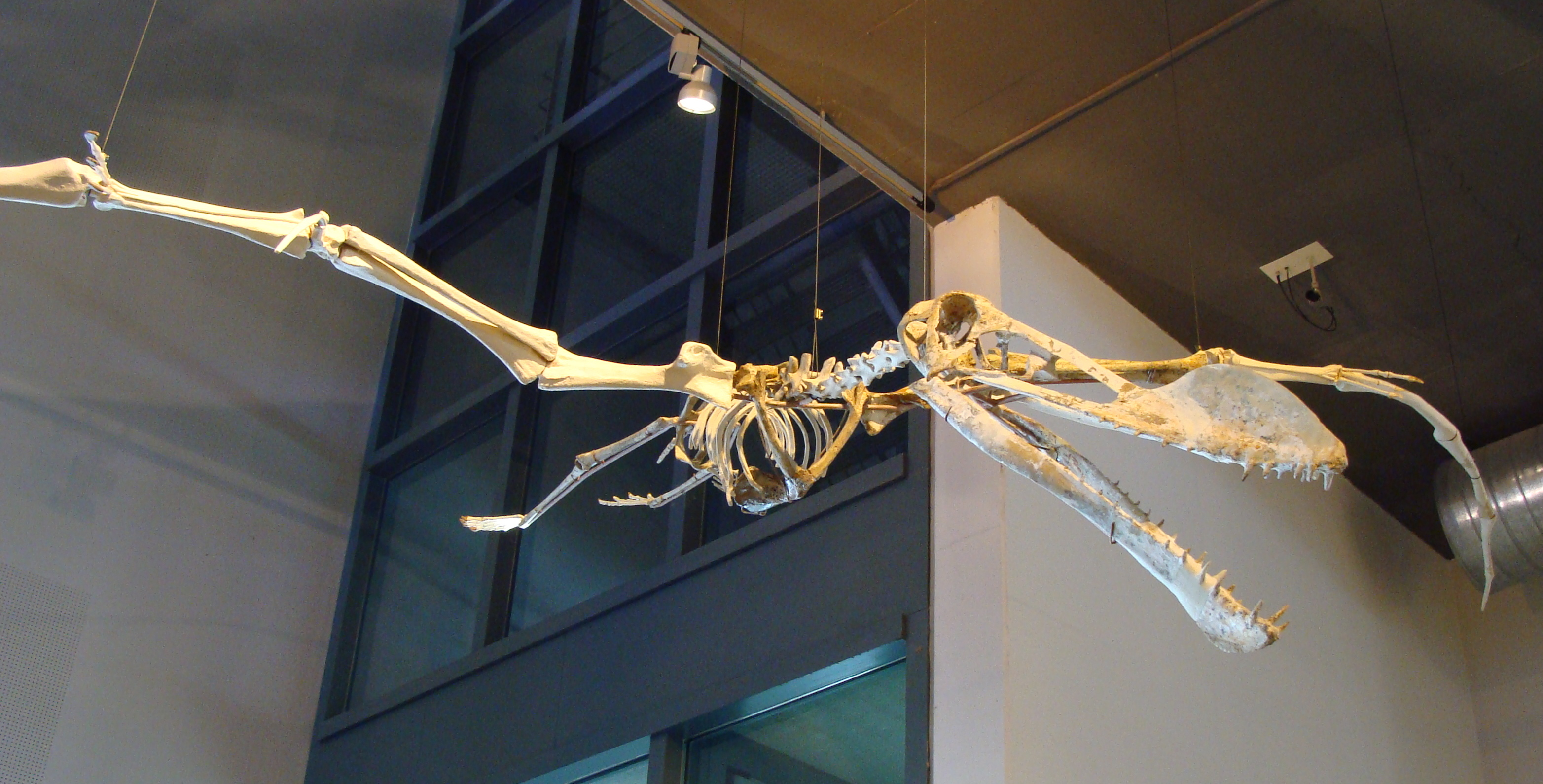
Modelo del esqueleto de la posible especie C. spielbergi

Esto cambió en 1994, cuando Yuong-Nam Lee nombró a Coloborhynchus wadleighi de un hocico hallado en 1992 en la formación Paw Paw de Texas, del Albiense. La resurrección del género significaba que las varias especies relacionadas, por entonces asignadas a otros géneros, tenían que ser revaluadas para determinar si pertenecían realmente o no a Coloborhynchus. En 2008, Taissa Rodrigues y Alexander Kellner reformularon las características de Coloborhynchus, de nuevo basándose mayormente en las posiciones únicas de los alvéolos de los dientes. Rodrigues y Kellner afirmó que el C. wadleighi de Lee, que posee algunas diferencias en el cráneo y dientes respecto a C. clavirostris, y proviene de un período anterior, pertenecía a su propio género, el cual nombraron Uktenadactylus.
Una mandíbula inferior parcial originalmente denominada Tropeognathus robustus del Miembro Romualdo de la formación Santana en Brasil fue asignada a Coloborhycnhus en 2001 por Fastnacht, como Coloborhynchus robustus. En 2002, David Unwin apoyó esta idea, y también sinonimizó a la bien conocida especie Anhanguera piscator con C. robustus. Rodrigues y Kellner no estuvieron de acuerdo con esa clasificación, notando que ambos no poseían la cresta recta en la punta del hocico comenzando en la punta del hocico, o dientes apuntando a los lados, como en C. clavirostris. Por lo tanto, Rodrigues y Kellner consideraron tanto a Anhanguera robustus como a Anhanguera piscator como especies válidas de Anhanguera.
Otra especie brasileña del Miembro Romualdo fue nombrada Coloborhynchus spielbergi por el paleontólogo André Veldmeijer en 2003, al estudiar un ejemplar catalogado como C. robustus del museo Naturalis de Holanda, al que determinó como una nueva especie de Coloborhynchus, cuyo nombre de especie, C. spielbergi, fue dado en honor a Steven Spielberg. Comparte uno o dos rasgos con C. clavirostris (como la superficie aplanada de la cima del hocico), aunque Rodrigues y Kellner lo consideraron como dudoso, y notaron que estos rasgos también están presentes en especies relacionadas y no son, por tanto, únicos de Coloborhynchus. Rodrigues y Kellner también notaron que C. spielbergi no tenía una fila de dientes tan alta (exponiendo el paladar) como la especie tipo. Su cresta es también muy delgada, similar a Anhanguera, género al cual Kellner lo asignó en 2006. Alcanzaría 6 m de envergadura.
. De forma similar, Kellner excluyó a C. araripensis, antes asignado al género Santanadactylus del género, basándose en la carencia de características diagnósticas comparables. Unwin, en 2001, asignó a la especie Siroccopteryx moroccensis a Coloborhycnhus, basándose en su similitud a C. wadleighi (es decir, Uktenadactylus). Kellner, quien consideró a Uktenadactylus como un género distinto en 2008, también considera a Siroccopteryx como diferente, y notó que como otras especies asignadas a Coloborhynchus, carecía de sus características únicas de la fila dental, una postura apoyada por Fastnacht en 2001.
Finalmente, Unwin (en 2001) también reasignó a otras dos especies de Cambridge Greensand a Coloborhycnhus: C. capito y C. sedgwickii, la segunda de las cuales es uno de los miembros originales del género de acuerdo a Richard Owen en 1874. De acuerdo a Kellner, C. capito es muy incompleto como para realizar una comparación completa con C. clavirostris, y su clasificación precisa está abierta a debate. Él señaló que C. sedgwicki no posee las características únicas de C. clavirostris (de hecho carece completamente de una cresta), y puede incluso pertenecer al mismo género que "Ornithocheirus" compressirostris (=Lonchodectes).

### Lista de especies y sinónimos
Las especies que han sido incluidas en Coloborhynchus por varios científicos desde el 2000 incluyen:
- ?C. capito (Seeley 1870) = Pterodactylus capito Sauvage 1882 = Ornithocheirus capito Seeley 1870 = "Ptenodactylus capito" Seeley 1869 [ahora clasificado como Nicorhynchus]

Las especies asignadas a Coloborhynchus en el pasado incluyen:
- C. cuvieri (Owen 1874) = Ornithocheirus sedgwicki (Newton 1888) = Pterodactylus cuvieri Bowerbank 1851 [ahora clasificado como Ornithocheirus o como Anhanguera]